# Harelbeke-Anversa-Harelbeke 1962
L'Harelbeke-Anversa-Harelbeke 1962, quinta edizione della corsa, si svolse il 17 marzo su un percorso di 213 km, con partenza ed arrivo a Harelbeke. Fu vinta dal belga André Messelis della squadra Wiel's-Groene Leeuw davanti ai connazionali Leopold Schaeken e Frans De Mulder.

## Ordine d'arrivo (Top 10)
| Pos. | Corridore             | Squadra                  | Tempo    |
| ---- | --------------------- | ------------------------ | -------- |
| 1    | André Messelis        | Wiel's-Groene Leeuw      | 5h53'00" |
| 2    | Leopold Schaeken      | Wiel's-Groene Leeuw      | a 1'20"  |
| 3    | Frans De Mulder       | Wiel's-Groene Leeuw      | s.t.     |
| 4    | Martin Van Geneugden  | Flandria-Faema           | s.t.     |
| 5    | Roger Baens           | Flandria-Faema           | s.t.     |
| 6    | René Van Meenen       | Wiel's-Groene Leeuw      | s.t.     |
| 7    | Jan Zagers            | Libertas                 | s.t.     |
| 8    | Henri Schaerlaeckens  | Verveer-Vedette-Metzeler | s.t.     |
| 9    | Romain Van Wynsberghe | Bertin-Porter 39-Milremo | s.t.     |
| 10   | Yvan Covent           | Wiel's-Groene Leeuw      | s.t.     |